# Jeremiah Johnson
Jeremiah Johnson ist ein US-amerikanischer Western, der eine Verfilmung des Romans The Mountain Man von Vardis Fisher sowie der Erzählung Crow Killer von Raymond W. Thorp und Robert Bunker darstellt. Beide Werke sind eine freie Adaption der Lebensgeschichte von John Jeremiah Johnson.

## Handlung
Um 1850 beschließt Jeremiah Johnson, ein ehemaliger Soldat, in die Berge von Colorado zu ziehen, um dort ein einsames Leben als Trapper zu führen. Nach existenziellen Grenzerfahrungen im ersten Winter macht er die Bekanntschaft des alten Trappers „Bear Claw“, der Jeremiah das Jagen und Fallenstellen lehrt. Eine Frau, deren Angehörige von Schwarzfuß-Indianern getötet wurden, ist wegen des Geschehenen wahnsinnig geworden. Sie vertraut Jeremiah ihren Sohn Caleb an, den neben ihr einzigen Überlebenden, der aufgrund des Erlebten nicht mehr spricht. Ein anderer Trapper, Del Gue, wurde von Indianern ausgeraubt und bis zum Hals in der Erde eingegraben. Nachdem Johnson ihn aus dieser Lage befreit hat, reiten sie eine Zeitlang gemeinsam.
Aufgrund eines kulturbedingten Missverständnisses und eher widerwillig heiratet Jeremiah die Flathead-Häuptlingstochter Swan. Für sie und Caleb baut er ein Haus in der Wildnis. Das gemeinsame Leben der neuen Familie währt jedoch nur einen Winter. Jeremiah wird gebeten, eine Militäreinheit durch das Gebirge zu führen, die eingeschneiten Siedlern Lebensmittel bringen soll. Er lässt sich widerstrebend dazu bewegen, die Einheit auf dem kürzesten Weg durch das Gebiet zu führen, in dem die Crows ihre Toten bestatten. Diese rächen sich für die Missachtung ihrer heiligen Stätten, indem sie Swan und Caleb erschlagen. Johnson verfolgt die Angreifer und tötet alle bis auf einen, den er verschont, als dieser angesichts seines bevorstehenden Todes ein Sterbelied anstimmt. In der Folge wird Johnson immer wieder von einzelnen Crows in ritueller Weise zum Zweikampf herausgefordert. Da er alle Kämpfe überlebt, gilt er bei den Indianern mit der Zeit als Legende. Auf dem Weg nach Kanada begegnet er „Paints His Shirt Red“, einem Häuptling der Crow, den er von seinem ersten Winter in den Rocky Mountains kennt. Als Johnson nach dem Gewehr greifen will, grüßt ihn „Paints His Shirt Red“ und macht mit erhobener Hand das Friedenszeichen. Nach kurzem Zögern erwidert Johnson den Gruß.

## Synchronisation
Die deutsche Synchronfassung entstand bei der Deutsche Mondial Film GmbH in München.
| Rolle               | Darsteller        | Synchronsprecher                     |
| ------------------- | ----------------- | ------------------------------------ |
| Jeremiah Johnson    | Robert Redford    | Christian Brückner                   |
| Bear Claw Lapp      | Will Geer         | Klaus W. Krause                      |
| Del Gue             | Stefan Gierasch   | Herbert Weicker                      |
| verrückte Frau      | Allyn Ann McLerie | Gisela Hoeter                        |
| Swan                | Delle Bolton      | Marion Hartmann                      |
| Reverend Lindquist  | Paul Benedict     | Wolfgang Hess oder Leo Bardischewski |
| Lieutenant Mulvey   | Jack Colvin       | Manfred Schott                       |
| Qualen              | Matt Clark        | Fred Maire                           |
| Two-Tongues Lebeaux | Richard Angarola  | Lukas Ammann                         |
| Erzähler            | N. N.             | Günther Sauer                        |

## Hintergründe
- Der Film ist eine freie Verarbeitung der Geschichte einer historischen Vorlage, der Geschichte des John Jeremiah Johnson (bisweilen auch Johnston), auch bekannt als „Liver-Eating Johnson“ („Leberfresser-Johnson“). Dieser soll, nachdem er durch Crows seine Frau verloren hatte, zum gnadenlosen Rächer geworden sein, hunderte von Crows getötet und anschließend deren Leber verzehrt haben. Der Film sollte ursprünglich den Titel The Saga of Liver-Eating-Johnson haben, später auch Crow Killer. Drehbuchautor John Milius wollte den kannibalistischen Aspekt hervorheben, konnte sich damit aber nicht gegen Regisseur Pollack durchsetzen.
- Jeremiah Johnson wurde am 7. Mai 1972 bei den 25. Internationalen Filmfestspielen von Cannes uraufgeführt[5], wo er auch im Wettbewerb lief. Es war der erste Western, der je auf dem Filmfestival gezeigt wurde.
- Für die Naturaufnahmen des Films war die Einholung zahlreicher Sondergenehmigungen erforderlich.
- Das Filmbudget betrug 3,5 Millionen US-Dollar. Sydney Pollack musste aufgrund der teuren Außenaufnahmen sein Haus beleihen, um den Film fertigstellen zu können.[6] Der Film spielte aber letztlich allein in den Vereinigten Staaten mehr als 44 Millionen US-Dollar ein.

## Sonstiges
Laut Herb Fagen (S. 228) berichtet Joe Hyams in seinem Buch The Life and times of the great Western movie (Bromley, Kent: Columbus, 1983) von einer Schulklasse in Kalifornien, die von der großen Popularität des Films zu Nachforschungen über den historischen Johnson inspiriert wurde. Die Schüler fanden heraus, dass Johnson vor 1900 gestorben war und entgegen seinem erklärten Willen nicht in den Bergen, sondern auf einem Veteranenfriedhof in Los Angeles beigesetzt wurde. Johnsons Überreste wurden daraufhin exhumiert und nach Wyoming überführt, wo er, seinen Wünschen gemäß, in den Bergen bestattet wurde. Robert Redford nahm an der Neubestattungszeremonie teil.

## Kritiken
Der Film fand vor allem in seinem Entstehungsland überaus positive Kritik, man bezeichnete ihn als „wahres Kunstwerk“, zudem „ausgezeichnet fotografiert“. Herb Fagen brachte demgegenüber als Hauptkritikpunkt vor, der Film sei von unnötiger Weitschweifigkeit geprägt ("much of the films unnecessary ramblings lead to an ending void of finality"). Der Filmkritiker Reinhard Baumgart schrieb in der Süddeutschen Zeitung im Rahmen der Festivalkritik zu Cannes über den Film: „Rousseauscher Zauber, zwischen Fallenstellern, Indianern, Grizzlies, ein Paradies als gerade noch erträgliche Hölle, ohne zivilisatorische Gemeinheit zwar, aber mit der ganzen Gemeinheit der Wildnis, zweideutig. Pollack erzählt hier […] einen Bildungsroman ohne Bildung.“ (zitiert nach Hembus, S. 313). Thomas Jeier (229f) stellte den Film in Kontrast zu dem etwa zeitgleich erschienenen Western Das war Roy Bean von John Huston. Während Huston vor allem auf die Zerstörung der Legende aus gewesen sei, zeige Pollack „Respekt vor der Legende und den majestätischen Rocky Mountains“.
Der Schriftsteller Stephen King schrieb, dass es in diesem Film gelungen sei, „struppige, vor Dreck starrende und vor Läusen wimmelnde Männer der Berge […] zu stolzen und attraktiven Symbolen des Wilden Westens“ zu machen